# Reunión de primados
La Reunión de Primados es un encuentro de los obispos anglicanos quienes presiden cada una de las provincias de la Comunión anglicana.  Fue establecida en 1978 por el arzobispo Donald Coggan con el fin de proporcionar un espacio para pensar, orar y consultar profundamente y sin prisa. Se reúne en promedio cada dos o tres años. Es uno de los cuatro "instrumentos de comunión" para la mantenimiento de lazos fraternales entre las iglesias anglicanas de distintas partes del mundo.